# Дирекция на народното просвещение
Дирекцията на народното просвещение е държавна институция в Източна Румелия, една от дирекциите, съставляващи Тайния съвет, правителството на областта. Дирекцията управлява държавните и общински училища и отговаря за унифицирането на учебните програми.